# Aepypodius arfakianus
El talégalo carunculado (Aepypodius arfakianus) es una especie de ave galliforme de la familia Megapodiidae endémico de Nueva Guinea y dos islas menores vecinas.

## Distribución y hábitat
Se encuentra únicamente en las islas de Nueva Guinea, Misool y Yapen. Su hábitat natural son las selvas tropicales húmedas de montaña.

## Subespecies
Se reconocen 2 subespecies como válidas:
- Aepypodius arfakianus arfakianus (Salvadori, 1877)
- Aepypodius arfakianus misoliensis Ripley, 1957